# Ina Boyle
Ina Boyle   (Enniskerry, 8 de març de 1889 - Greystones, 10 de març de 1967) fou una compositora irlandesa, la més prolífica i important d'Irlanda abans de 1950. Les seves composicions abasten un ampli ventall de gèneres i inclouen obres corals, de cambra i orquestrals i també òpera, ballet i música vocal. Mentre que diverses obres seves, com ara The Magic Harp ("L'arpa màgica" - 1919), Colin Clout (1921), Gaelic Hymns (1923–24), Glencree (1924-27) i Wildgeese (1942), van rebre reconeixement i es van interpretar repetidament durant la seva vida, la majoria de les seves composicions es mantenen inèdites i mai no s'han interpretat.

## Biografia
Va néixer a Bushey Park, a prop d'Enniskerry, i va rebre lliçons de violí i violoncel quan era nena. Va estudiar contrapunt, harmonia i composició amb Charles Herbert Kitson i George Hewson a Dublín, i per correspondència amb el seu cosí Charles Wood. També va viatjar a Londres periòdicament per rebre lliçons de Ralph Vaughan Williams. A més va estudiar amb Percy Buck, que acabava de ser nomenat professor de música no resident al Trinity College de Dublin.
A causa del seu aïllament, la música de Boyle poques vegades era interpretada. Tot i això, va continuar component fins a la seva mort. La seva composició L'arpa màgica va rebre un Premi Carnegie, i va guanyar una Menció Olímpica Honorífica el 1948 per a Irlanda amb Lament for Bion, una composició que va lliurar al Comitè Olímpic d'Activitats Culturals. Va morir de càncer a Greystones, comtat de Wicklow, y i els seus papers es troben arxivats a la Biblioteca del Trinity College de Dublín. El Trinity College ha digitalitzat la majoria dels seus manuscrits musicals, i es pot cercar i estudiar en línia.
Un documental sobre la vida i la música d'Ina Boyle titulat "Des de la Foscor", anglès: From the Darknes, fou emès el 12 juny de 2010 per RTÉ lyric fm d'Irlanda. A l'abril i maig de 2013, una exposició a Trinity College va destacar "el viatge simfònic d'Ina Boyle".

## Enregistraments
- L'arpa màgica, interpretada per l'Orquestra Simfònica Bournemouth, Ronald Corp (dir.), a Dutton Epoch CDLX 7276 (CD, 2011).
- Les oques salvatges, interpretada per la Jove Orquestra de la Unió Europea, Laurent Pillot (dir.), a Classical Recording Company CRC 2309 (CD, 2013).

## Obres seleccionades
| Òpera - Maudlin of Paplewick (de 'The Sad Shepherd' de Ben Jonson), òpera pastoral (1966) Música coral - The Transfiguration (bíblica) per a tenor, cor mixt i orgue (1922); Londres: Novello, 1922 - Gaelic Hymns (de Carmina gadelica, traducció d'Alexander Carmichael) (1924) Fragments publicats a Londres: J. i W. Chester, 1930 - Christ is a Path (Giles and Phineas Fletcher), cantata de cambra (1925) - A Spanish Pastoral (Sta. Teresa, traducció d'Arthur Symons) per a soprano y cor masculí (1931); Londres: Stainer & Bell, 1935 Orquestra - Elegy (1913) per a violoncel i orquestra - The Magic Harp, rapsòdia orquestral (1919); Londres: Stainer & Bell, 1922 - Colin Clout, pastoral per a orquestra (1921) - Simfonia núm. 1: "Glencree" (1927) - Fantasia per a violí i orquestra de cambra (1926) - Psalm per a violoncel i orquestra (1927) - Simfonia núm. 2: "The Dream of the Rood" (1930) - Obertura (1934) - Concert per a violí (1935) - Wild Geese, esbós per a petita orquestra (1942) Veus amb orquestra - Soldiers at Peace (Herbert Asquith) per a cor i orquestra (1916); Londres: Novello, 1917 - Still Falls the Rain (Edith Sitwell) per a contralt i orquestra de corda (1948) - Simfonia núm. 3: "From the Darkness" (Edith Sitwell) per a contralt y orquestra (1951) - No Coward Soul is Mine (Emily Brontë) per a contralt i orquestra de cordes (1953) | Cançons (per a veu i piano, si no s'esmenta el contrari) - The Joy of Earth (Æ = George Russell) (1914) - Have You News of My Boy Jack? (Rudyard Kipling) (1916) - A Song of Shadows, a Song of Enchantment (Walter de la Mare) (1922); Londres: Stainer & Bell, 1923, 1926 - If You Let Sorrow in on You (Winifred M. Letts) (1922) - Sleep Song (traducció anònima de Pádraic Pearse) (1923) - A Mountain Woman (1927) - Five Sacred Folksongs of Sicily (Grace Warrack) (1930) - Thinke then my Soul (John Donne) per a tenor i quartet de cordes (1938); Oxford: Oxford University Press, 1939 - Three songs by Ben Jonson per a veu mitjana, violí, violoncel (1955) - Three Ancient Irish Poems (traduïts per Kuno Meyer) per a soprano, viola, arpa (1958) - Songs from Peacock Pie (Walter de la Mare): Song of the Mad Prince, The Pigs and the Charcoal-Burner, Moon, Reeds, Rushes, Looking Back (1956) Música per a ballet - Virgilian Suite (1931), ballet suite per a petita orquestra - The Dance of Death (1936), ball de màscares - The Vision of Er (1939) Música de cambra - Quartet de corda en mi menor (1934) |